# Theunis van Wyk
Theunis G. van Wyk (ur. 21 marca 1944) – północnorodezyjski zapaśnik walczący w stylu wolnym. Olimpijczyk z Tokio 1964, gdzie zajął czternaste miejsce w kategorii do 87 kg.

## Letnie Igrzyska Olimpijskie 1964
| Konkurencja      | Rundy eliminacyjne | Rundy eliminacyjne   | Klas. końcowa |
| Konkurencja      | Przeciwnik I       | Przeciwnik II        | Miejsce       |
| ---------------- | ------------------ | -------------------- | ------------- |
| 87 kg styl wolny | Dan Brand (USA) P  | Géza Hollósi (HUN) P | 14.           |